# ماتئو سروتی
ماتئو سروتی (انگلیسی: Matteo Serrotti؛ زادهٔ ۱ نوامبر ۱۹۸۶) بازیکن فوتبال اهل ایتالیا است.
از باشگاه‌هایی که در آن بازی کرده‌است می‌توان به باشگاه فوتبال پروجا اشاره کرد.